# Bukan Solandera
Bukan Solandera (Nothofagus solandri (Hook.f.) Oerst.) – gatunek rośliny z rodziny bukanowatych (Nothofagaceae). Występuje naturalnie w nizinnych i wyżynnych regionach Nowej Zelandii. Ponadto bywa uprawiany. 

## Morfologia
PokrójZimozielone drzewo lub krzew. Dorasta do 1–30 m wysokości. Konary są wzniesione wachlarzowato i wyrastają z nich cienkie gałązki. Pędy są spłaszczone. Kora jest gładka, ma czarniawą barwę, w upływem lat staje się podłużnie popękana.
LiścieBlaszka liściowa jest skórzasta, omszona od spodu i ma owalny, trójkątny, podłużny lub eliptyczny kształt. Mierzy 1–1,5 cm długości oraz 7–8 mm szerokości, jest całobrzega, zwężona u nasady i z zaokrąglonym wierzchołkiem. Górna powierzchnia blaszki jest ciemnozielona, błyszcząca, natomiast od spodnia powierzchnia jest jasna i nieco omszona. Ogonek liściowy jest nagi i ma 2–3 mm długości.
KwiatySą jednopłciowe, mają czerwoną barwę. Kwiaty męskie są pojedyncze i mierzą 2 mm średnicy, natomiast kwiaty żeńskie są zebrane po 3 w kwiatostany.
OwoceOrzechy osadzone po 3 w kupulach. Kupule powstają ze zrośnięcia trzech liści przykwiatowych.
Gatunki podobneRoślina jest podobna do bukanu Menziesa (N. menziesii), który jednak różni się podwójnie głęboko i tępo karbowaną na brzegu blaszką liściową.

## Biologia i ekologia
Rośnie w lasach zrzucających liście. Występuje na wysokości do 1200 m n.p.m.

## Zmienność
W obrębie tego gatunku wyróżniono jedną odmianę:
- Nothofagus solandri var. cliffortioides (Hook.f.) Poole – o wątłej koronie. Blaszka liściowa jest podwinięta na brzegu, ma zaokrągloną nasadę i zaostrzony, uniesiony wierzchołek[8]

## Zastosowanie
Drewno tego gatunku ma zastosowanie w budownictwie.